# Саранчівка (Семенівський район)
Саранчівка — село, Устимівська сільська рада, Семенівський район, Полтавська область, Україна.
Село ліквідоване 1987 року.

## Географія
Село Саранчівка розташоване на краю болота, з якого бере початок один із витоків річки Сухий Кагамлик, за 2 км розташовані села Павлівка (Глобинський район), Жорняки (Глобинський район) та Герасимівка. Поруч проходить автомобільна дорога Т 1716.

## Історія
- 1987 — село ліквідоване[1].